# Rita Blanco
Rita Blanco (Oeiras, 11 de enero de 1963) es una actriz portuguesa. Ha aparecido en más de 50 películas y series de televisión desde 1983. Protagonizó en la película Get a Life. Estudió en el Conservatorio Nacional Portugués, ahora Escuela Superior de Teatro y Cine.

## Filmografía seleccionada
- Agosto (1987)
- Anxiety (1998)
- Get a Life (2001)
- In the Darkness of the Night (2004)
- Blood of My Blood (2011)
- Sangue do Meu Sangue (2011)
- Amor (2012)
- La jaula dorada (2014)
- Fátima (2017)
- Carga (2018)